# Deriivka, Onufriivka
Deriivka (în ucraineană Деріївка) este o comună în raionul Onufriivka, regiunea Kirovohrad, Ucraina, formată numai din satul de reședință.

## Demografie
Componența lingvistică a comunei Deriivka
     Ucraineană (94,83%)
     Rusă (4,47%)
     Alte limbi (0,62%)
Conform recensământului din 2001, majoritatea populației comunei Deriivka era vorbitoare de ucraineană (94,83%), existând în minoritate și vorbitori de rusă (4,47%).